# Basílica de San Adalberto
La Basílica de San Adalberto es una basílica menor de la Iglesia Católica y una iglesia parroquial de la diócesis de Grand Rapids en Míchigan, Estados Unidos. Como su nombre lo indica su patrón es San Adalberto de Praga (del 956 al 23 de abril de 997), obispo y mártir, que también es Patrón de Polonia, la nación de la cual emigraron los parroquianos originales de la basílica.
La Basílica de San Adalberto traza su inicio a la fundación de la Sociedad de Ayuda de San Adalberto en Grand Rapids, Míchigan en 1872. El trabajo comenzó en la iglesia actual en julio de 1907. La piedra angular fue puesta el 18 de agosto de 1907 y la construcción continuó hasta avanzada La primavera de 1913. Fue construida por Andrews Brothers Company de Cleveland, Ohio. La iglesia de madera original fue trasladada a Belmont, Míchigan, donde se convirtió en la parroquia de la Asunción de la Santísima Virgen María. Esta iglesia continuó usando el edificio hasta los últimos años de la década de los 80 cuando se erigió una nueva iglesia.
El papa Juan Pablo II elevó la iglesia de San Adalberto al estatus de una basílica menor el 22 de agosto de 1979. La liturgia de la dedicación se celebró conjuntamente con el centenario de la parroquia el 16 de febrero de 1980. 

## Galería

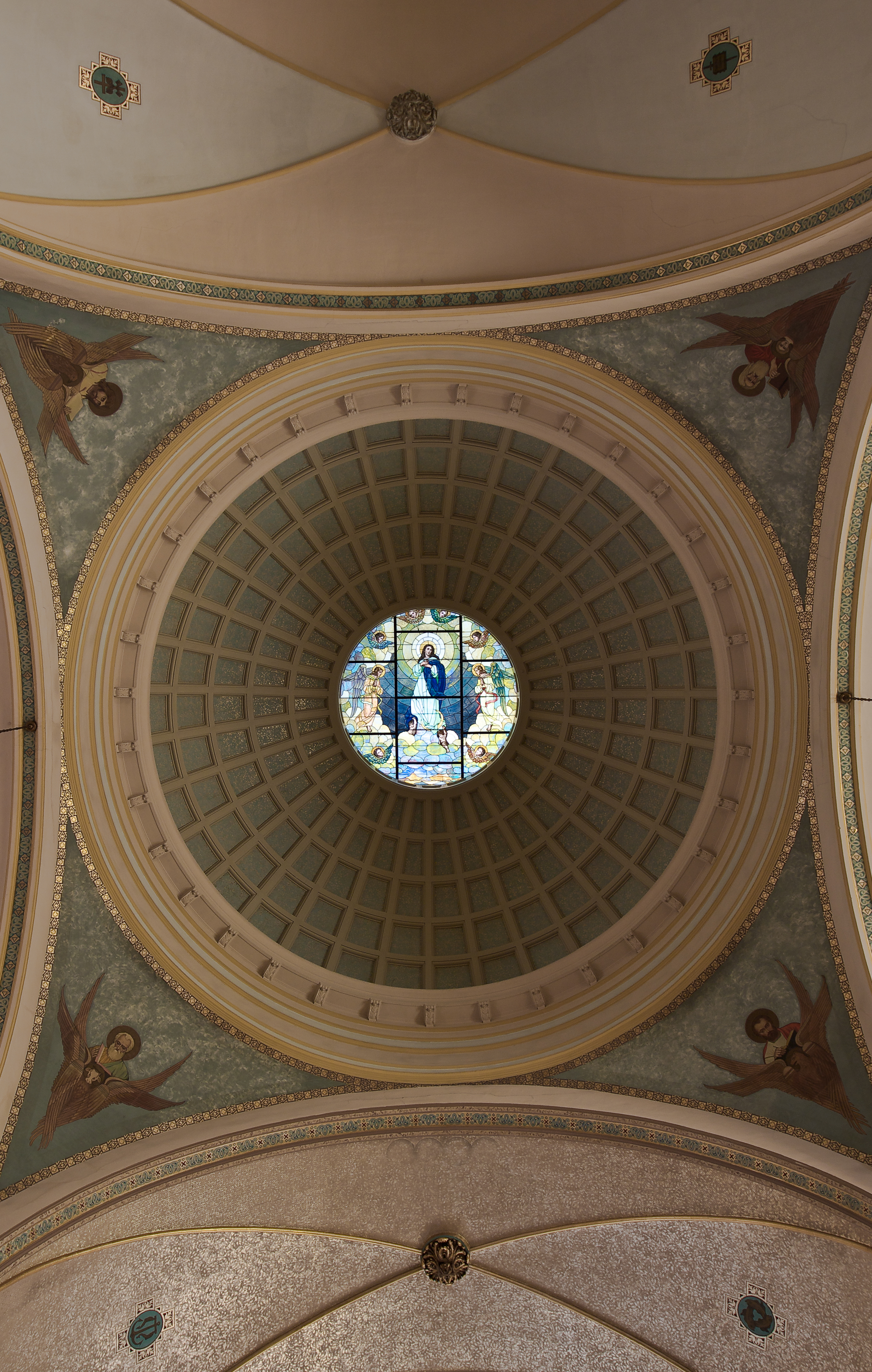
Interior de la cúpula
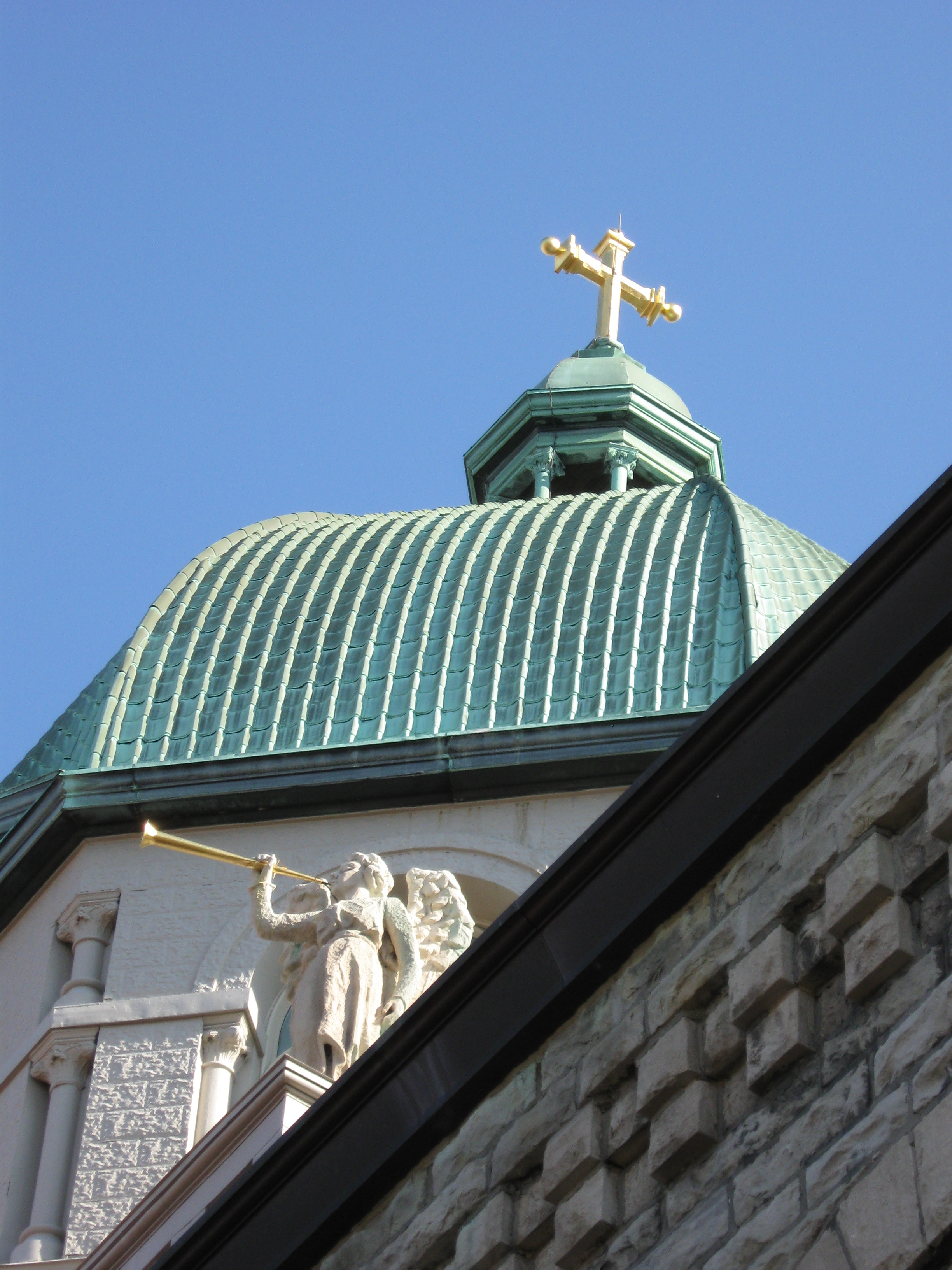
Exterior de la cúpula